# Burigi-Chato-Nationalpark
Der Burigi-Chato-Nationalpark ist ein Nationalpark im Nordwesten von Tansania in der Region Kagera, in den Distrikten Muleba, Ngara, Biharamulo und in der Region Geita im Distrikt Chato.

## Geographie
Der 4707 Quadratkilometer große Nationalpark erstreckt sich vom Victoriasee im Osten bis zur Grenze von Ruanda im Westen. Das Land steigt von 1100 Höhenmetern im Osten nach Westen bis auf 1700 Meter an. Darin liegen mehrere Seen, deren größter der Burigi-See ist. Dazwischen gibt es langgezogene Hügelketten mit tief eingeschnittenen Tälern. Die Landschaft wechselt zwischen sumpfigen Überschwemmungsgebieten an den Flüssen, Savannen in den Ebenen und Miombo-Wäldern auf den Hügeln.
Das Klima wird geprägt von zwei Regenzeiten, einer in November bis Dezember und der zweiten von März bis April. Von Juni bis September ist es trocken.

## Geschichte
In den 1970er Jahren wurden 2200 Quadratkilometer als Burigi-Tierreservat definiert. Im Jahr 2019 wurde dieses Gebiet mit den Tierreservaten Biharamulo und Kimisi zusammengelegt und zum Nationalpark Burigi-Chato erklärt.

## Biodiversität
- Tierwelt: Im Park leben die Großtierarten Elefanten, Büffel, Antilopen, Warzenschweine, Löwen, Leoparden, Zebras und Giraffen. Sehenswert sind vor allem die seltenen Pferdeantilopen und die Elefantenwanderung von Moyowosi nach Burigi. Daneben leben hier 28 Vogelarten, unter ihnen Schreiseeadler, Schuhschnabel und Sattelstorch[5][6]
- Pflanzen: In einer Studie von Scientific Research wurden 102 Pflanzenarten nachgewiesen. Besonders schützenswert sind das Rautengewächs Zanthoxylum usambarense und die Gardenie Gardenia ternifolia.[7]

## Tourismus
- Anreise: Der Nationalpark Burigi-Chato ist von Mwanza oder Bukoba aus mit einem Flug nach Chato und einer fünfstündigen Autofahrt erreichbar.[8]

- Angebote: Neben Wildtierbeobachtungen und Fotosafaris mit dem Auto bietet dieser Nationalpark auch Wandersafaris und Kanufahrten auf dem Burigi-See an.[1]

- Besuchszeit: Der Park ist ganzjährig geöffnet. Die beste Besuchszeit für Großwildsafaris ist die Trockenzeit von Juni bis September, für Vogelbeobachtungen empfehlen sich die Monate von März bis Mai oder von November bis Dezember.[5]